# Horst Leitner
Horst Leitner (* 9. Mai 1981) ist ein österreichischer Basketballtrainer.

## Laufbahn
Als Spieler lief Leitner für den Nachwuchs des UBSC Oberwart auf und später im Erwachsenenbereich für die Oberwart Gunners sowie in der B-Bundesliga für die Güssing Knights.
Er arbeitete als Trainer und Koordinator im Oberwarter Jugendbereich. In den Jahren 2010 und 2011 übernahm er Manageraufgaben in Oberwarts Bundesligamannschaft. 2012 legte er die Prüfung für den A-Trainerschein ab. Im Sommer 2014 betreute er Österreichs U16-Nationalmannschaft bei der B-Europameisterschaft und im Sommer 2015 die U18-Auswahl bei der B-EM in seiner Heimatstadt Oberwart.
Im Sommer 2017 wurde Leitner Co-Trainer der Kampfmannschaft der Oberwart Gunners in der Bundesliga. Mitte März 2018 übernahm Leitner bei den Oberwart Gunners das Cheftraineramt, nachdem sich die Mannschaftsleitung von Lluis Pino Vera getrennt hatte. Im Juni 2018 wurde er fest als Cheftrainer eingesetzt. In der Saison 2018/19 wurde er als Bundesliga-Trainer des Jahres ausgezeichnet, nachdem er Oberwart in der Liga wie im Pokalbewerb ins Halbfinale geführt hatte. 2024 gewann er mit seiner Mannschaft die österreichische Meisterschaft, obwohl man den Grunddurchgang der Saison 2023/24 lediglich auf dem neunten Tabellenplatz abgeschlossen und sich erst in der Qualifikation die Teilnahme an der Meisterrunde gesichert hatte. Kurz nach dem Gewinn der Meisterschaft gab Leitner seinen Rücktritt als Oberwarter Trainer bekannt.
Im Sommer 2025 wurde Leitner wieder Trainer in Oberwart und zusätzlich Sportdirektor.